# 南投縣草屯鎮僑光國民小學
南投縣草屯鎮僑光國小又稱僑光國小，是一所位於南投縣草屯鎮新豐里的國民小學，主要招收新豐里、御史里的北草屯學生。目前的校舍為921大地震之後由高雄縣政府及慈濟基金會認養援建，因此如同許多其他南投縣的校舍一樣，是灰色洗石子和佛教風格的慈濟式建築。
校名源意為「取烏溪『橋』之『音』及日出之『光』，引出『僑光』校名」，同時象徵當初捐獻建校的海外同胞。

## 校史

### 初建與更名
民國48年(1959年)，中部地區遭受水患嚴重，是為八七水災，海外僑民聞訊捐款馳援，此善款後被政府用於營建新校舍，僑光國小即為其中之一。翌年「南投縣草屯鎮僑光國民學校」正式成立，首任校長由許信枝女士擔任，為當時少見的女性校長。民國57年(1968年)，九年國民義務教育實施，學校也更名為「南投縣草屯鎮僑光國民小學」。

### 震災與重建
民國88年(1999年)，台灣中部發生921大地震，校舍受損嚴重；同年，高雄縣政府協助認養本校，開始復建工作。2000年慈濟基金會加入認養，並支援校舍重建的工程進行；同年，新設臨時校舍於今僑光棒壘球場(登輝路、御富路交界處)，同年正式復學，並開始原校區的重建工作。2002年新校舍完工啟用，即自臨時校區遷回現址。